# 屈佐恩
屈佐恩（法語：Cuzorn，法語發音：[kyzɔʁn]）是法国洛特-加龙省的一个市镇，位于该省东北部，属于洛特河畔新城区。

## 地理
屈佐恩（44°32'42"N, 0°56'53"E）面积23.34 平方千米，位于法国新阿基坦大区洛特-加龍省，该省份为法国西南部内陆省份，北起多爾多涅省，西接吉倫特省和朗德省，南至热尔省，东临塔恩-加龙省和洛特省。
与屈佐恩接壤的市镇（或旧市镇、城区）包括：布里奥朗斯河畔布朗克福尔、莱芒斯河畔圣弗龙、萨勒、加沃丹、蒙桑普龙-利博斯、菲梅勒。

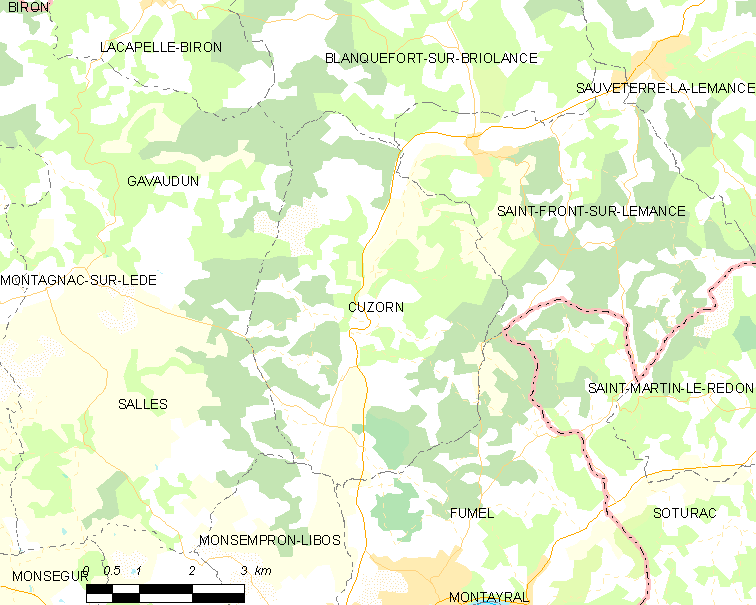
屈佐恩的OSM定位图

屈佐恩的时区为UTC+01:00、UTC+02:00（夏令时）。

## 行政
屈佐恩的邮政编码为47500，INSEE市镇编码为47077。

## 政治
屈佐恩所属的省级选区为勒菲梅卢瓦县。

## 人口

1962-2008年间屈佐恩人口变化图示

屈佐恩于2022年1月1日时的人口数量为850人。